# Liste d'organisations internationales ayant le français comme langue officielle
Voici une liste de certaines des organisations internationales ayant le français comme langue officielle, administrative ou langue de travail.
| Organisation                                                                      | Acronyme | Nombre de langues officielles                                               | Siège       | Siège           |
| --------------------------------------------------------------------------------- | -------- | --------------------------------------------------------------------------- | ----------- | --------------- |
| Organisation internationale de la francophonie                                    | OIF      | 1                                                                           | Paris       | France          |
| Union africaine                                                                   | UA       | 6 (anglais, arabe, espagnol, portugais, swahili)                            | Addis-Abeba | Éthiopie        |
| Communauté des États sahélo-sahariens                                             | CEN-SAD  | 4 (anglais, arabe, portugais)                                               | Tripoli     | Libye           |
| Communauté économique des États de l'Afrique de l'Ouest                           | CÉDÉAO   | 3 (anglais, portugais)                                                      | Abuja       | Nigeria         |
| Union européenne de radio-télévision                                              | UER      | 2 (anglais)                                                                 | Genève      | Suisse          |
| Agence spatiale européenne                                                        | ESA      | 3 (allemand, anglais)                                                       | Paris       | France          |
| Union européenne                                                                  | UE       | 24 (langues officielles de l'UE)                                            | Bruxelles   | Belgique        |
| Cour de justice de l'Union européenne                                             | CJUE     |                                                                             | Luxembourg  | Luxembourg      |
| Conseil de l'Europe                                                               | CdE      | 2 (anglais)                                                                 | Strasbourg  | France          |
| Fédération internationale de l'automobile                                         | FIA      | 2                                                                           | Paris       | France          |
| Fédération internationale des journalistes et écrivains du vin                    | FIJEV    | 2 (français, anglais)                                                       | Paris       | France          |
| Fédération internationale de football association                                 | FIFA     | 4 (allemand, anglais, espagnol)                                             | Zurich      | Suisse          |
| Accord de libre-échange nord-américain                                            | ALENA    | 3 (anglais, espagnol)                                                       | Mexico      | Mexique         |
| Accord de libre-échange nord-américain                                            | ALENA    | 3 (anglais, espagnol)                                                       | Ottawa      | Canada          |
| Accord de libre-échange nord-américain                                            | ALENA    | 3 (anglais, espagnol)                                                       | Washington  | États-Unis      |
| Fédération internationale de natation                                             | FINA     | 1                                                                           | Lausanne    | Suisse          |
| Organisation hydrographique internationale                                        | OHI      | 2 (anglais)                                                                 |             | Monaco          |
| Bureau international des poids et mesures                                         | BIPM     | 1                                                                           | Sèvres      | France          |
| Cour internationale de justice                                                    | CIJ      | 2 (anglais)                                                                 | La Haye     | Pays-Bas        |
| Comité international olympique                                                    | CIO      | 2 (anglais)                                                                 | Lausanne    | Suisse          |
| Organisation internationale de normalisation                                      | ISO      | 3 (anglais, russe)                                                          | Genève      | Suisse          |
| Association internationale de science politique                                   | AISP     | 2 (anglais)                                                                 | Montréal    | Canada          |
| Secrétariat international de l'eau                                                |          | 1                                                                           | Montréal    | Canada          |
| Interpol                                                                          | OIPC     | 4 (anglais, arabe, espagnol)                                                | Lyon        | France          |
| Union internationale pour la conservation de la nature                            | UICN     | 3 (anglais, espagnol)                                                       | Gland       | Suisse          |
| Union latine                                                                      | UL       | 6 (catalan, espagnol, italien, portugais, roumain)                          | Paris       | France          |
| Médecins sans frontières                                                          | MSF      | 1                                                                           | Genève      | Suisse          |
| Organisation du traité de l'Atlantique nord                                       | OTAN     | 2 (anglais)                                                                 | Bruxelles   | Belgique        |
| Organisation de coopération et de développement économiques                       | OCDE     | 2 (anglais)                                                                 | Paris       | France          |
| Organisation des États américains                                                 | OEA      | 4 (anglais, espagnol, portugais)                                            | Washington  | États-Unis      |
| Organisation de la coopération islamique                                          | OCI      | 3 (anglais, arabe)                                                          | Jeddah      | Arabie saoudite |
| Mouvement international de la Croix-Rouge et du Croissant-Rouge                   |          | 4 (anglais, arabe, espagnol)                                                | Genève      | Suisse          |
| Communauté de développement d'Afrique australe                                    | CDAA     | 3 (anglais, portugais)                                                      | Gaborone    | Botswana        |
| Union cycliste internationale                                                     | UCI      | 1                                                                           | Aigle       | Suisse          |
| Organisation des Nations unies (et ses agences, sauf l'Union postale universelle) | ONU      | 6 (langues officielles de l'ONU : anglais, arabe, chinois, espagnol, russe) | New York    | États-Unis      |
| Union postale universelle                                                         | UPU      | 1                                                                           | Berne       | Suisse          |
| Agence mondiale antidopage                                                        | AMA      | 2 (anglais)                                                                 | Montréal    | Canada          |
| Organisation mondiale du commerce                                                 | OMC      | 3 (anglais, espagnol)                                                       | Genève      | Suisse          |
| Fédération internationale d'escrime                                               | FIE      | 1                                                                           | Genève      | Suisse          |
| Association internationale des fédérations d'athlétisme                           | IAAF     | 2 (anglais)                                                                 |             | Monaco          |
| Organisation mondiale du tourisme                                                 | OMT      | 4 (anglais, espagnol, russe)                                                | Madrid      | Espagne         |
| Communauté caribéenne                                                             | CARICOM  | 4 (anglais, espagnol, néerlandais)                                          | Georgetown  | Guyana          |
| Communauté économique des États de l'Afrique centrale                             | CEEAC    | 4 (anglais, espagnol, portugais)                                            | Libreville  | Gabon           |
| Banque africaine de développement                                                 | BAD      | 2 (anglais)                                                                 | Abidjan     | Côte d'Ivoire   |
| Zone de paix et de coopération de l'Atlantique Sud                                | ZPCAS    | 4 (anglais, espagnol, portugais)                                            | Brasilia    | Brésil          |
| Organisation mondiale des douanes                                                 | OMD      | 2 (anglais)                                                                 | Bruxelles   | Belgique        |
| Organisation pour l'harmonisation en Afrique du droit des affaires                | OHADA    | 4 (anglais, espagnol, portugais)                                            | Yaoundé     | Cameroun        |
| Conseil africain et malgache pour l'enseignement supérieur                        | CAMES    | 1                                                                           | Ouagadougou | Burkina Faso    |
| Organisation pour l'interdiction des armes chimiques                              | OIAC     | 6 (anglais, arabe, chinois, espagnol, russe)                                | La Haye     | Pays-Bas        |
| Commission centrale pour la navigation du Rhin                                    | CCNR     | 3 (allemand, néerlandais)                                                   | Strasbourg  | France          |
| Organisation européenne pour la recherche nucléaire                               | CERN     | 2 (anglais)                                                                 |             |                 |
| Union pour la Méditerranée                                                        | UPM      | 3 (anglais, arabe)                                                          | Barcelone   | Espagne         |